# Азе
А́зе (нем. Ahse) — река в Германии, протекает по земле Северный Рейн-Вестфалия. Левый приток реки Липпе.
Река берёт начало между городами Эрвитте и Зост на территории общины Бад-Зассендорф. Течёт на север, у деревни Остингаузен поворачивает на запад. Впадает в Липпе в черте города Хамм.
Длина реки составляет 50 км, площадь бассейна реки — 440,984 км². Высота истока 92 м, высота устья 57 м.